# Multidões correndo para se abrigar quando o alarme antiaéreo soou
Multidões correndo para se abrigar quando o alarme antiaéreo soou é uma foto em preto e branco tirada por Robert Capa em Bilbao, País Basco, durante a Guerra Civil Espanhola em 1937. É uma das fotos mais famosas que ele tirou durante o conflito. Capa tirou muitas fotos de multidões correndo para abrigo durante a Guerra Civil Espanhola (1937, 1939) e em 1938, na China.

## Descrição
A imagem mostra o momento em que um grupo de pessoas ouve o alarme de ataque aéreo, indicando que a aviação inimiga estava se aproximando para um bombardeio. O País Basco era tradicionalmente uma região conservadora da Espanha, mas, no entanto, apoiava o governo republicano em sua luta contra os nacionalistas Francisco Franco e seus aliados. Neste momento dramático, uma mulher olha para o céu enquanto atravessa uma rua com uma garotinha, provavelmente sua filha, pela mão. Um grupo de cinco pessoas, dois homens e três mulheres, ouça também o alarme de ataque aéreo. Eles não escondem sua preocupação visível enquanto olham para o céu também, exceto uma mulher, mas ainda permanecem quietos. É incerto do ponto de vista da imagem se eles são capazes de ver algum avião se aproximando. O olhar da mulher parece convidar o espectador a imaginar o que está no céu.
Uma impressão em papel da fotografia é realizada no Centro Internacional de Fotografia em Nova York.

## Análise
A fotografia foi lida como ambígua, na medida em que não retrata a guerra ou fornece um comentário moralista. Outros estudiosos descreveram como a popularidade desta imagem e fotografias semelhantes de Capa criaram uma sensação de que o fascismo era um fenômeno particularmente europeu.